# Mamadou Traoré (criminel)
 (décembre 2018).
Pour les articles homonymes, voir Mamadou Traoré (homonymie) et Traoré.
Mamadou Traoré, né le 11 mai 1973 à Joal-Fadiouth au Sénégal, surnommé aussi « le tueur aux mains nues », est un criminel multirécidiviste français  ayant agressé six femmes, dont deux mortellement, entre le 23 avril 1996 et le 30 octobre 1996 en France.

## Biographie
Sa scolarité est plutôt perturbée : à la maternelle, avenue de Choisy, il est tantôt violent et agressif (il mord son institutrice), tantôt d'une grande gentillesse. En primaire, il redouble son cours préparatoire, puis son première année de cours élémentaire. Jugé « insuffisant et indiscipliné », il est exclu du collège à la fin de la sixième. Ses parents se séparent, et Mamadou rejette la faute du divorce sur son père, qu'il accuse de dépenser tout l'argent du foyer. Il quitte alors son environnement familial et se clochardise. Sa mère se remet en couple avec un certain M. Yobo que Mamadou considère comme un usurpateur.
Il tombe alors dans la délinquance de rue. De mars 1988 à juin 1989, il enchaîne vols et violences avec armes blanches. Il finit par rencontrer le juge pour enfants et des éducateurs ; il est placé dans des foyers dont il s'échappe.
À l'été 1989, sa mère l'emmène au Sénégal pour des vacances, il y restera cinq ans. Ses oncles maternels prennent son éducation en main de façon très stricte, utilisant des châtiments corporels. Il devient pêcheur en pirogue puis s'installe à Dakar chez sa grand-mère paternelle. Il vend des vêtements avec un cousin et envisage même de se marier avec une Ivoirienne avec qui il contracte le virus du sida.
En 1994, il est de retour en France pour effectuer son service militaire, durant lequel il apprend sa séropositivité, et est alors réformé.
Le 12 mars 1996, sa mère, qui a eu deux enfants de son nouveau compagnon (un garçon et une fille), le met à la porte parce qu'il fume du haschich. Il tente alors de se défenestrer du 6e étage de l'immeuble.
Mamadou Traoré semble alors se venger des femmes. Il sévit dans la région parisienne, plus particulièrement dans les 12e et 13e arrondissements de Paris. Il frappe si violemment ses victimes que ces dernières ne se souviennent plus de leur agression et restent amnésiques et, de surcroît, défigurées.
Il est arrêté vers 22 h le 17 décembre 1996. Avant son arrestation, il avait été condamné trois fois en 1996. En mars pour usage et détention de stupéfiants : 5 000 francs (750 euros) d'amende. Un an de prison avec sursis et 240 heures de travail d'intérêt général en juin pour vol avec violence. Enfin, le 17 septembre il agressait plusieurs personnes dans une laverie du 13e arrondissement, proche du lycée où il a été scolarisé, avenue de Choisy. Le propriétaire de la laverie porta plainte, son fils ayant été agressé et menacé avec un couteau par Mamadou Traoré. Il avait été condamné à une amende et placé sous contrôle judiciaire, qu'il n'a pas respecté. Un mandat d'arrêt avait donc été délivré contre lui. Aucune suite conséquente ne fut portée à cette affaire.

## Les faits et l'enquête
Le matin du 23 avril 1996 vers 2 h, Danielle Baty, secrétaire trilingue de trente-cinq ans, est agressée par Mamadou Traoré alors qu'elle se trouvait devant le Queen bee, un karaoké proche de chez elle. Traoré l'a frappée deux fois pour lui voler son sac puis l'a traînée jusqu'au hall d'entrée d'un immeuble proche de celui où elle habite. Là, il l'a frappée de nombreuses fois jusqu'à ce qu'elle perde connaissance. Elle est découverte vers 7 h par un libraire, partiellement dévêtue. Il lui faudra environ un an et demi pour se remettre.
Le matin du 4 juin 1996 vers 4 h, une fillette de onze ans est frappée par Mamadou Traoré. Il voulait cambrioler une maison et en a repéré une dont la fenêtre était ouverte. Il s'y est introduit en pleine nuit et, alors qu'il la parcourt, il entend une voix qui demande « Qui c'est ? ». Pris de peur, il se dirige vers cette voix tout près de lui et il frappe violemment la fillette plusieurs fois, car elle est sur son passage alors qu'il cherche à s'enfuir, selon ses dires.
Le matin du 25 août 1996 vers 5 h, Nelly Bertrand, quarante ans, promène son chien avant d'aller à son travail à la gare d'Austerlitz. Mamadou Traoré l'agresse, la frappe à de nombreuses reprises, la traîne jusque dans son immeuble, la met dans l'ascenseur, puis la traîne dans les escaliers, jusqu'au palier devant sa porte au dernier étage. Nelly Bertrand meurt à la suite des coups extrêmement violents portés par Traoré. Elle est découverte à moitié nue vers 8 h par les policiers, alertés par le gardien de l'immeuble voisin. Ils constatent qu'elle a été victime d'attouchements sexuels.
Le matin du 22 octobre 1996 vers 4 h, Marie-Astrid Clair, étudiante de vingt ans en lettres modernes à la Sorbonne, est agressée par Mamadou Traoré qui la suivait, alors qu'elle composait le code de la porte d'entrée pour rentrer chez elle. Il l'a frappée, l'a traînée derrière un local à poubelles dans un autre immeuble d'une rue se situant juste à côté et l'a violée. Elle ne sortira de l'hôpital que trois semaines plus tard. Mamadou Traoré ne lui a pas transmis le VIH en la violant.
Le 25 octobre 1996, Mamadou Traoré cambriole en pleine nuit l'appartement de Francine Sarret, soixante-et-onze ans. Il se rend dans la chambre à coucher de la victime qui s'est réveillée, affolée. Paniqué, Traoré prend un oreiller et l'étouffe, la frappe, puis la viole. Mamadou Traoré déclare qu'il est un gigolo et que Francine Sarret était une « cliente », ce que dénie le fils de Mme Sarret.
Le 30 octobre 1996 vers 22 h, Laurence Eymieu, chef de cabinet du ministre Jean-Claude Gaudin au ministère de l'Aménagement du territoire, trente-cinq ans, est agressée. Mamadou Traoré rôdait dans le deuxième sous-sol d'un parc de stationnement souterrain de la résidence où habite Laurence. Elle crie quand elle le croise alors qu'elle quitte sa voiture qu'elle vient de garer. Traoré la frappe alors plusieurs fois avant de partir. Il s'éloigne puis pris de pulsions, il retourne auprès d'elle, la traîne sur 125 mètres jusqu'au réduit isolé donnant accès à l'escalier de service. Là, il la frappe de nouveau et pratique des attouchements sexuels sur elle. Mme Eymieu est retrouvée par un voisin et le gardien de l'immeuble à moitié nue, agonisante, vers 8 h le lendemain. Vers 20 h le jour du crime, Annie, une voisine qui venait de garer sa voiture, avait interpellé Mamadou Traoré pour le faire partir du parking. C'est le témoignage d'Annie qui permettra son interpellation.

## Liste des victimes connues
| Date            | Lieu                                                      | Identité           | Âge | Profession / Activité / Statut                              |
| --------------- | --------------------------------------------------------- | ------------------ | --- | ----------------------------------------------------------- |
| 23 avril 1996   | angle avenue de Choisy et rue Philibert-Lucot dans le 13e | Danielle Baty      | 35  | secrétaire trilingue                                        |
| 4 juin 1996     | Paris 13e                                                 | fillette           | 11  | -                                                           |
| 25 août 1996    | rue Caillaux dans le 13e                                  | Nelly Bertrand     | 40  | hôtesse d'accueil à la gare d'Austerlitz                    |
| 22 octobre 1996 | rue d'Astorg dans le 8e                                   | Marie-Astrid Clair | 20  | étudiante en lettres modernes à la Sorbonne                 |
| 25 octobre 1996 | Neuilly-sur-Seine                                         | Francine Sarret    | 71  | retraitée                                                   |
| 30 octobre 1996 | Paris 12e                                                 | Laurence Eymieu    | 35  | chef de cabinet au ministère de l'Aménagement du territoire |

## Procès et condamnation
Les six victimes de Mamadou Traoré ont été frappées avec une telle violence qu'elles ne se souvenaient plus de ce qui leur était arrivé. Certaines ont gardé des séquelles, notamment Danielle Baty, qui a perdu l'odorat et le goût. Cette violence extrême a fait penser aux enquêteurs qu'il utilisait une batte de base-ball alors qu'il s'est servi de ses poings nus.
Le 7 février 2000, le procès de Mamadou Traoré débute à la cour d'assises de Paris.
Philippe Bilger est l'avocat général. Philippe Lemaire est l'avocat de Marie-Astrid Clair (la quatrième victime).
La défense de Mamadou Traoré est assurée par François Honnorat.
Le 15 février 2000, Mamadou Traoré est condamné à la réclusion criminelle à perpétuité assortie d'une peine de sûreté de vingt-deux ans.
Certains déclarent que sa place est en hôpital psychiatrique plutôt qu'en prison en raison de son comportement violent envers ses codétenus et les gardiens de prison. Ils prétendent que la découverte de sa séropositivité en août 1995 puis le rejet par sa mère en mars 1996 seraient à l'origine d'un « matricide déplacé ».
En 2013, Mamadou Traoré, qui était incarcéré à la prison centrale d'Arles, est transféré dans l'unité pour malades difficiles de l'hôpital psychiatrique de Montfavet Avignon.

## Articles de presse
- « Agresseur de femmes arrêté. Il a avoué avoir attaqué la chef de cabinet de Jean-Claude Gaudin » Article de Patricia Tourancheau publié le 10 janvier 1997 dans Libération.
- (en) « Spit Trail Leads Paris Police To Confession In Killing » Article publié le 13 janvier 1997 dans le Chicago Tribune.
- « Le serial killer trahi par la génétique » Article de Laurent Chabrun publié le 16 janvier 1997 dans L'Express.
- « L'agresseur présumé est un serial killer » Article publié le 23 janvier 1997 dans Libération.
- « Mamadou Traoré atteint par le sortilège de l'amnésie. Accusé de deux meurtres, il invoque un gri-gri mais nie les viols » Article de Patricia Tourancheau publié le 11 février 2000 dans Libération.
- « Mamadou Traoré condamné à la perpétuité » Article publié le 16 février 2000 dans Le Nouvel observateur.
- « Agression d'un surveillant : le meurtrier condamné » Article de Benoit Hasse publié le 29 avril 2000 dans Le Parisien.

## Documentaire télévisé
- Faites entrer l'accusé, présenté par Christophe Hondelatte, en septembre 2009 et avril 2011, « Mamadou Traoré, le tueur aux mains nues », sur France 2.

## Émission radiophonique
- « Mamadou Traoré : le tueur aux mains nues » le 9 décembre 2015 dans L'Heure du crime de Jacques Pradel sur RTL.
- « Mamadou Traoré : le tueur aux mains nues » le 16 janvier 2017 dans Hondelatte raconte de Christophe Hondelatte sur Europe 1.